# NGC 5312
NGC 5312 is een spiraalvormig sterrenstelsel in het sterrenbeeld Jachthonden. Het hemelobject werd op 2 mei 1785 ontdekt door de Duits-Britse astronoom William Herschel.

## Synoniemen
- MCG 6-30-92
- ZWG 190.61
- NPM1G +33.0291
- PGC 49075